# Orphnaecus
Orphnaecus is een geslacht van spinnen uit de familie vogelspinnen (Theraphosidae). Drie van de vier soorten komen voor in de Filipijnen, enkel Orphnaecus dichromatus leeft in Nieuw-Guinea.

## Soorten
De volgende soorten zijn bij het geslacht ingedeeld:
- Orphnaecus dichromatus (Schmidt & von Wirth, 1992)
- Orphnaecus kwebaburdeos (Barrion-Dupo, Barrion & Rasalan, 2015)
- Orphnaecus pellitus (Simon, 1892)
- Orphnaecus philippinus (Schmidt, 1999)